# Guro Bergsvand
Guro Bergsvand (* 3. März 1994 in Oslo) ist eine norwegische Fußballspielerin. Sie steht seit Sommer 2025 beim VfL Wolfsburg unter Vertrag und spielte 2021 erstmals für die norwegische Nationalmannschaft.

## Karriere

### Vereine
Bergsvand spielte in ihrer Jugend zunächst für IL Heming und später für Lyn Fotball. Zusammen mit der Mannschaft von Lyn Fotball stieg sie in die zweite Liga auf und wurde Kapitänin des Teams. 2014 wechselte sie zu Stabæk Fotball und kam in sechs Spielen der Toppserien 2014 zum Einsatz, ehe sie in die Vereinigten Staaten zog und während ihres Studiums für die California Golden Bears spielte. Im Sommer 2015 absolvierte sie einige Spiele für Lyn Fotball, ehe sie wieder in die Vereinigten Staaten zurückkehrte.
Aufgrund eines Meniskusrisses und eines Kreuzbandrisses und anschließend einer Patellafraktur bei ihrem ersten Spiel nach der verletzungsbedingten Pause fiel Bergsvand für den Rest der Saison und die darauffolgende Saison aus. Im Jahr 2017 absolvierte sie erneut einige Spiele für Lyn Fotball und beendete ihr Studium.
Nach ihrer Rückkehr nach Norwegen wurde sie von Stabæk Fotball verpflichtet. Nach der Hälfte der Saison zog sie sich einen Bänderriss zu, konnte jedoch die verbleibenden 13 Spiele der Toppserien 2018 und ein Spiel im Norwegischen Fußballpokal der Frauen für Stabæk absolvieren. Ein Angebot von IL Sandviken im Sommer 2019 lehnte sie ab, da sie ihren Verein, der auf einem der hinteren Tabellenplätze lag, nicht im Stich lassen wollte. Auch Røa IL, Vålerenga Oslo und Kolbotn IL waren daran interessiert, sie zu verpflichten.
Nachdem feststand, dass Stabæk absteigt, unterschrieb Bergsvand einen Vertrag bei Sandviken. 2021 gewann sie mit der Mannschaft die Toppserien 2021, womit der Verein erstmals die Meisterschaft gewann. Norsk Telegrambyrå, Norske Fotballkvinner und Sportkollektivet nahmen sie in das Team der Saison auf. Bergsvand verlängerte ihren Vertrag mit Sandviken, wobei der Verein sich nach der Saison Brann Bergen anschloss und nun als SK Brann Kvinner spielt.
In der Qualifikation für die Gruppenphase der UEFA Women’s Champions League 2022/23 scheiterte sie mit Brann in der letzten Runde am FC Rosengård. Nach einem 1:1 im Heimspiel verloren sie in Schweden mit 1:3.
Im Januar 2023 wechselte sie nach England zu Brighton & Hove Albion, wo sie einen Vertrag bis Juni 2025 erhielt. Zur Saison 2025/26 schloss sie sich dem VfL Wolfsburg an.

### Nationalmannschaft
Guro Bergsvand spielte für die norwegische U-16-Mannschaft, U-19-Mannschaft und U-23-Mannschaft. Für die U-19-Mannschaft spielte sie in den drei Gruppenspielen der U-19-Fußball-Europameisterschaft der Frauen 2013.
Ihr erstes Spiel für die norwegische Nationalmannschaft absolvierte sie am 16. September 2021 im Alter von 27 Jahren bei einem Spiel gegen die armenische Nationalmannschaft. Bei diesem Spiel erzielte sie auch ihren ersten Treffer für die Nationalmannschaft. Beim Algarve-Cup 2022 kam sie bei allen Spielen mit norwegischer Beteiligung zum Einsatz. Auch bei der Fußball-Europameisterschaft der Frauen 2022 wurde sie in allen drei Vorrundenspielen eingesetzt, wobei sie zweimal eingewechselt wurde und einmal von Beginn an spielte. Als Gruppendritte schieden die Norwegerinnen aber wie 2017 nach den Gruppenspielen aus. Am 2. September 2022 qualifizierte sie sich mit ihrer Mannschaft durch ein 1:0 im entscheidenden Spiel um den Gruppensieg gegen Belgien für die WM in Australien und Neuseeland.
Am 19. Juni 2023 wurde sie für die WM-Endrunde nominiert, wurde in einem der vier Spiele ihres Teams eingesetzt und schied mit der Mannschaft im Achtelfinale gegen die Japanerinnen aus.

## Erfolge
- Norwegische Meisterin: 2021, 2022
- Norwegische Pokalsiegerin: 2022

## Privates
Guro Bergsvand ist die Tochter des früheren Fußballspielers Jo Bergsvand. Sie hat an der University of California, Berkeley Medienwissenschaften studiert. Neben ihrer Tätigkeit als Fußballspielerin arbeitet sie als Marketingberaterin.